# Samochód rozpoznania skażeń GAZ-69rs
Samochód rozpoznania skażeń GAZ-69rs – specjalistyczny pojazd wojsk chemicznych będący na wyposażeniu pododdziałów rozpoznania skażeń, wykorzystywany między innymi w ludowym Wojsku Polskim.

## Charakterystyka pojazdu
W końcu lat 50. XX w. specjaliści z Ośrodka Badawczego Sprzętu Chemicznego zakończyli prace nad projektem dotyczącym dostosowania samochodu GAZ-69 do standardów rozpoznania chemicznego. Proces modernizacji samochodu realizowany był w Zakładach Maszyn Rolniczych w Żdżarach (k. Łodzi). Był to pierwszy w Wojsku Polskim specjalistyczny wóz rozpoznania skażeń. Załogę samochodu stanowiły cztery osoby: dowódca, kierowca, starszy zwiadowca i zwiadowca. Samochody do rozpoznania skażeń GAZ-69rs były sukcesywnie modernizowane. Konieczność modernizacji wynikała z wprowadzenia do wyposażenia wojsk nowej generacji przyrządów do rozpoznania skażeń. Rentgenometry D-08 i radiometry DP-11 zastępowane były rentgenoradiometrami DP-66, a sygnalizatory skażeń GSP-11 lub AVJ zastąpiły sygnalizatory skażeń GSP-1. zamontowano też  półautomatyczne przyrządy rozpoznania chemicznego PPChR oraz przyrządy do obserwacji wybuchów POW-1. Nowy samochód otrzymał oznaczenie GAZ-69rsM.
Wycofywano je z wyposażenia stopniowo w latach 70. i 80. XX w.. Zastępowały je samochody rozpoznania skażeń BRDM-2rs i UAZ-469rs.

## Wyposażenie samochodu
Skład wyposażenia specjalistycznego samochodu GAZ-69rs:
- wyposażenie specjalne

- - przyrządy do rozpoznania skażeń oraz prowadzenia obserwacji wybuchów jądrowych i obserwacji meteorologicznej:
    - przyrząd do obserwacji wybuchów POW-1[6],
    - automatyczny sygnalizator skażeń GSP-1;
    - dwa rentgenometry D-08 lub dwa rentgenoradiometry DP-11B;
    - rentgenometr pokładowy DP-3;
    - przyrząd rozpoznania chemicznego;
    - zestaw do pobierania próbek skażonych materiałów;
    - pobierak;
    - komplet meteorologiczny.

  - radiostacja R-105 ze wzmacniaczem i baterią akumulatorów;
  - urządzenie do wystrzeliwania znaków ostrzegawczych;
  - indywidualne środki ochrony przed skażeniami;
  - środki do likwidacji skażeń
- wyposażenie pomocnicze
  - siatka maskująca;
  - topór;
  - łopata saperska;
  - przybory do czyszczenia i konserwowania wyrzutni znaków ostrzegawczych;
  - zestaw części zapasowych i narzędzi.
- uzbrojenie
  - urządzenie granatnikowe do pistoletu maszynowego Kałasznikowa;
  - pironaboje do wystrzeliwania znaków ostrzegawczych z wyrzutni;
  - ręczne granaty dymne.
- zabudowa specjalna
  - regał;
  - szafka;
  - podstawa;
  - gniazda i uchwyty na wyposażenie specjalne, pomocnicze i uzbrojenie.